# Verband Casseler Ballspielvereine
Der Verband Casseler Ballspielvereine (VCB) war ein lokaler Fußballverband in der nordhessischen Stadt Kassel. Er wurde am 8. Dezember 1903 gegründet, später in Casseler Rasensport-Verband umbenannt und ging bereits 1906 im Rheinisch-Westfälischen Spiel-Verband, dem späteren Westdeutschen Spiel-Verband, auf.

## Geschichte
Bereits im Jahre 1897 bestand in Cassel eine Mitteldeutsche Fußball-Union, über die aber weiter nichts bekannt wurde. Der VCB wurde durch die folgenden sechs Vereine gegründet: Casseler FV 1895, Casseler FV 1897, Casseler FV Hessen, FC Hermes 1903 Rothenditmold, FV Hohenzollern 1903 Cassel und 1. Casseler FC Sport 1894.
Die erste Meisterschaft des VCB wurde noch in der gleichen Saison 1903/04 in zwei Spielklassen durchgeführt. Alle Gründungsmitglieder, bis auf den 1. FC Sport, der sich vor Saisonbeginn zurückzog, nahmen mit ihrer ersten Mannschaft und Reserve an den Punktspielen teil. Meister der 1. Klasse wurde der Casseler FV 1895, der sich damit direkt für die zweite Deutsche Meisterschafts-Endrunde 1903/04 qualifizierte. Nachdem sich die Verbandsvereine FV Hessen und FC Hermes im November 1904 auflösten und im gleichen Monat der FC Hohenzollern und der FC Sport (Wiedereintritt im April 1905) aus dem Verband austraten, verblieben nur noch zwei Clubs mit ihren Reserven. Daraufhin wurde die Meisterschaft der Spielzeit 1904/05 abgebrochen.
1905 trat der Verband Casseler Ballspielvereine dem Norddeutschen Fußball-Verband bei. Inzwischen hatte sich die Anzahl der Mitgliedsvereine durch den Beitritt des Casseler FC und von FV Teutonia wieder erhöht, und somit wurde in der Saison 1905/06 ein neuer Versuch unternommen Punktspiele, diesmal in drei Klassen, auszutragen. Da die zeitgenössischen Sportpresse insgesamt nur zwei Resultate meldete, blieb unbekannt, ob die Meisterschaft auch tatsächlich zu Ende geführt wurde.
Da das Verbandsgebiet des Norddeutschen Fußball-Verbandes (NFV) seinerzeit das zweitgrößte aller Regionalverbände war, äußerten die Casseler Vereine 1906 den Wunsch, sich dem Rheinisch-Westfälischen Spiel-Verband (RWSV) anzuschließen. Der NFV stimmte dem Ansinnen zu, ein Entschluss, der später bereut wurde. Nach längeren Diskussionen auf dem Verbandstag des RWSV wurde der Verband Casseler Ballspielvereine 1906 aufgenommen und gehörte ab dem 15. Juli 1906 als VI. Bezirk (Südhannover/Cassel) dem RWSV an.

## Meister des Verbandes Casseler Ballspielvereine
- Saison 1903/04:
  - 1. Klasse: Casseler FV 1895
  - 2. Klasse: Casseler FV 1895 II

- Saison 1904/05:
  - 1. Klasse: vermutlich abgebrochen
  - 2. Klasse: vermutlich abgebrochen

- Saison 1905/06:
  - 1. Klasse: unbekannt ob beendet
  - 2. Klasse: unbekannt ob beendet
  - 3. Klasse: unbekannt ob beendet